# Церковь Всех Святых (Пуэрто-де-ла-Крус)
Церковь Всех Святых (исп. Iglesia anglicana de Puerto de la Cruz) — англиканский храм в Пуэрто-де-ла-Крусе, относится к диоцезу Гибралтара, образец архитектуры викторианской эпохи.

## История
Церковь была построена в Пуэрто-де-ла-Крус на средства местного англиканского сообщества с привлечением иностранных инвестиций и открыта 7 мая 1890 года. Орган, амвон, витражи, купель и другие предметы были приобретены на частные пожертвования.
В 1964 году приход был включён в состав диоцеза Гибралтара.